# Edmund Bernatzik
Edmund Bernatzik (* 28. September 1854 in Mistelbach, Österreich-Ungarn; † 30. März 1919 in Wien) war ein österreichischer Jurist und bedeutender Staats- und Verwaltungsrechtslehrer.

## Leben

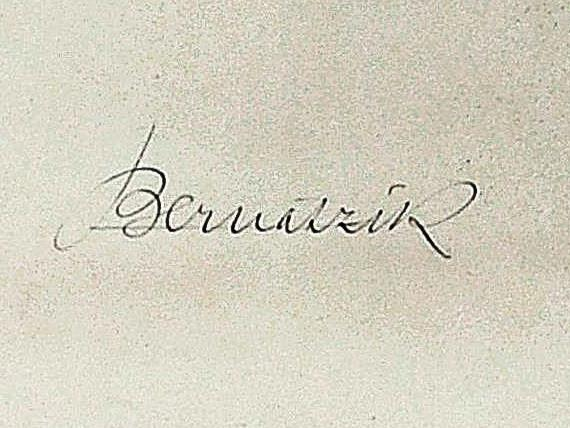
Autogramm von E. Bernatzik (1911)

Edmund Bernatzik wurde als Sohn eines Notars und Landesadvokaten geboren und studierte nach der Matura am Josefstädter Gymnasium, die er bereits als 16-Jähriger ablegte, an der Universität Wien zuerst für kurze Zeit Medizin, dann Rechtswissenschaft. Das fünfte und sechste Semester verbrachte er an der Universität Graz. Er promovierte 1874 zum Doktor der Rechte. Während seines Studiums wurde er 1873 Mitglied der Wiener akademischen Burschenschaft Silesia. Trotz gesundheitlicher Beeinträchtigungen, die auf eine im Jugendalter erlittene Erkrankung an Diphtherie zurückgingen, focht er mehrere Mensuren, von denen er markante Schmisse davontrug.
Trotz attestierter Untauglichkeit leistete Bernatzik ein Freiwilligenjahr bei der k.k. Landwehr.
Nach dem Wehrdienst trat er in den Justizdienst ein. 1880 legte er die Richteramtsprüfung ab. 1883 wurde er zum Richteramtsanwärter am Bezirksgericht Mistelbach bestellt. Später wurde er nach Wien versetzt. 1885 unternahm Bernatzik eine private Forschungsreise an die Universität Straßburg, wo er in Kontakt mit den führenden deutschen Staatsrechtlern Paul Laband und Otto Mayer trat. Die Ergebnisse seines Forschungsaufenthalts publizierte er 1886 mit der verwaltungsrechtlichen Monographie „Rechtsprechung und materielle Rechtskraft“. Mit Unterstützung Georg Jellineks wurde diese noch im selben Jahr als Habilitationsschrift an der Universität Wien angenommen.
Die in seiner Habilitationsschrift zur Rechtskraft vertretene Lehrmeinung wurde auf dem 26. Deutschen Juristentag zum Beschluss erhoben, dadurch erregte dieses Werk viel Aufsehen.
Nach einigen Jahren als Privatdozent und einem Jahr in Innsbruck, wo er 1891 die Lehrkanzel für Kirchenrecht supplierte, wurde Bernatzik als ordentlicher Professor nach Basel berufen.
1893 wechselte er nach Graz, 1894 an die Universität Wien als Professor für allgemeines und österreichisches Staatsrecht und allgemeines und österreichisches Verwaltungsrecht. Er wurde zum führenden österreichischen Staatsrechtslehrer um die Jahrhundertwende und war neben Otto Mayer Begründer der juristischen Methode in der deutschen Verwaltungswissenschaft. Ihm werden wesentliche Verdienste an der Umgestaltung des altösterreichischen Polizeistaates zum Rechtsstaat zugeschrieben.
Außerdem war Bernatzik ein Verfechter des Frauenstudiums; er schrieb 1900 ein Gutachten, in dem er sich dafür einsetzte, Frauen als ordentliche Hörer an der juristischen Fakultät Wien zuzulassen. Trotz Zustimmung der juristischen Fakultät entschied sich das Unterrichtsministerium erst 1918 auch das Studium der Rechtswissenschaften in Österreich für Frauen zu öffnen. Gemeinsam mit seiner Tochter Marie Hafferl-Bernatzik gründete er bereits 1917 eine Rechtsakademie für Frauen als außeruniversitäre Fortbildungseinrichtung.
Bernatzik war Mitglied des kaiserlich-königlichen Reichsgerichtes und wurde 1911 zum Mitglied einer Kommission bestellt, die tiefgreifende Verwaltungsreformen umsetzen sollte. An der Universität Wien war er 1896/97 und 1906/07 Dekan und 1910/11 Rektor. Mit dem Rektorat war auch die Ausübung der Virilstimme der Universität Wien im österreichischen Herrenhaus verbunden. Rufe an die Universität Königsberg und die Universität Göttingen lehnte er ab.

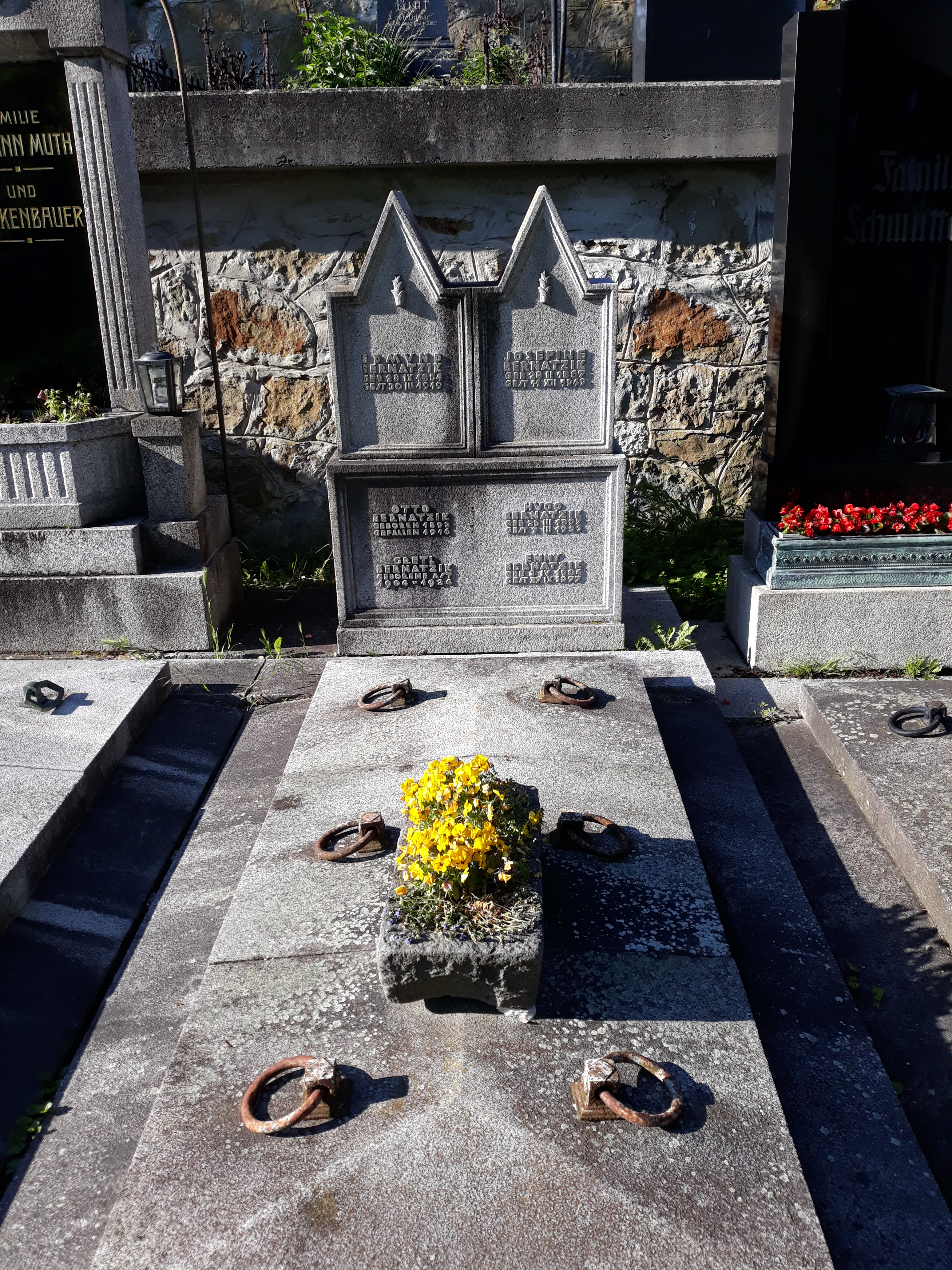
Das Grab von Edmund Bernatzik und seiner Ehefrau Josephine im Familiengrab auf dem Heiligenstädter Friedhof in Wien

Edmund Bernatzik wurde am Heiligenstädter Friedhof in Wien bestattet.

## Familie
Edmund Bernatzik war seit 1886 verheiratet und der Vater des Ethnologen, Fotografen und Begründers der angewandten Völkerkunde Hugo Bernatzik sowie der Textilkünstlerin und Kunsthandwerkerin Helene Bernatzik. Seine Tochter Marie Hafferl-Bernatzik war die dritte Frau, welche in Wien zur Juristin promoviert wurde. Sie vertrat in der Rechtsakademie für Frauen das Fach „Privatrecht“.

## Werke
- Rechtsprechung und materielle Rechtskraft, 1886
- Kritische Studien über den Begriff der juristischen Person, in: Archiv f. öffentl. Recht, Bd. 5, 1888
- Republik und Monarchie, 1892
- Das System der Proportionalwahl. In: Jahrbuch für Gesetzgebung, Verwaltung und Volkswirtschaft im Deutschen Reiche. Bd. 17 (1893), S. 393–426 (Digitalisat).
- Der Anarchismus. Eine akademische Antrittsrede. In: Jahrbuch für Gesetzgebung, Verwaltung und Volkswirtschaft im Deutschen Reiche. Bd. 19 (1895), S. 1–20 (Digitalisat).
- Der Verfassungsstreit zwischen Schweden und Norwegen, in: Grünhuts Wiener Zs., 1899
- Österreichische Verfassungsgesetze, Stud.-Ausg., 1906, ²1911 (Digitalisat bei archive.org)
- Polizei und Kulturpolitik, in: Kultur der Gegenwart 1906, 1913
- Über nat. Matriken, 1910
- Die Ausgestaltung des Nationalgefühls im 19. Jh., Rechtsstaat u. Kulturstaat (2 Vorträge), 1912
- Der französische Syndikalismus, in: Archiv für Geschichte des Sozialismus, Bd. 6, 1914
- Neues über die Pragmatische Sanktion, 1915